# Zack and Reba
Zack and Reba es una película de romance y comedia de 1998, dirigida por Nicole Bettauer, escrita por Jay Stapleton, musicalizada por Joel McNeely, a cargo de la fotografía estuvo Mark Irwin y los protagonistas son Brittany Murphy, Michael Jeter y Debbie Reynolds, entre otros. El filme fue realizado por Itasca Pictures y Ken Jacobson Management, se estrenó el 1 de octubre de 1998.

## Sinopsis
Dos adultos que están haciendo frente al fallecimiento de sus parejas, tratan de progresar y construir un vínculo amoroso entre ambos.